# Francken-Sierstorpff (Adelsgeschlecht)

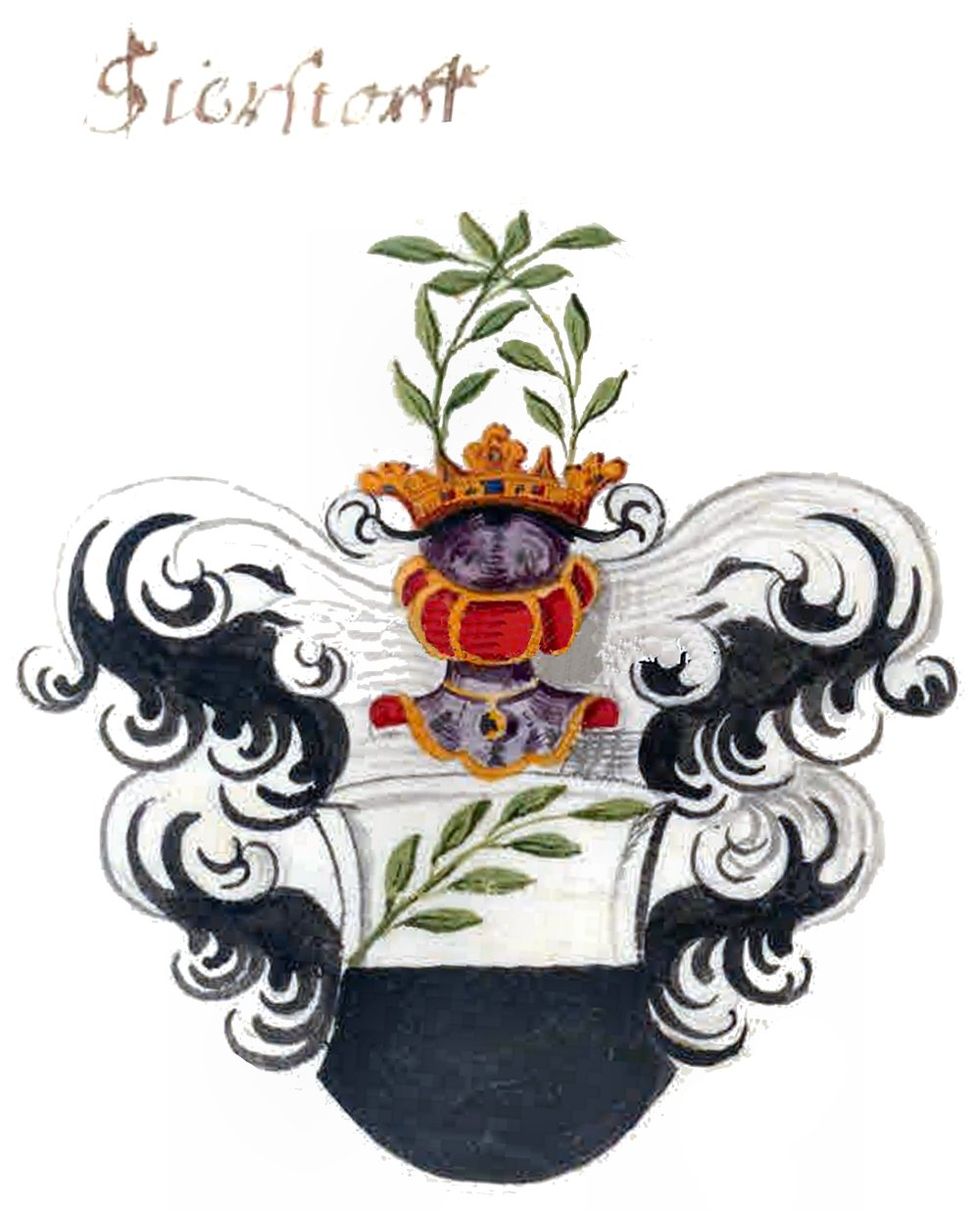
Stammwappen derer von Francken-Sierstorpff (1700)

Francken-Sierstorpff (auch: Francken-Sierstorf, Franken-Siersdorf, Francken von Sierstorff o. ä.) ist der Name eines rheinländischen Adelsgeschlechts, das auch nach Westfalen, Niedersachsen und Schlesien kam.

## Geschichte

### Ursprung im Rheinland
Das Geschlecht stammt aus dem Ort Siersdorf, heute ein Ortsteil von Aldenhoven in Nordrhein-Westfalen, und kam mit dem Stammvater des Geschlechts, Franz Francken aus Siersdorf, nach Köln. Sein ältester Sohn, Heinrich Francken, war ab 1611 Regens des Laurenzer Gymnasiums in Köln und ab 1626 Domherr. Der jüngere Sohn, Theodor Franken, war Doktor der Rechte. Er heiratete 1624 Clara, Tochter des kölnischen Syndikus und Bürgermeisters Cronenberg. 1632 wurde Theodor Francken Syndikus der Stadt und erhielt am 18. August 1637 ein Adelsdiplom unter dem Namen von Franken von Sierstorf. Andreas von Francken-Sierstorpff († 1707), einer von drei Söhnen Theodors, setzte die Familienstamm fort. Er vermählte sich 1662 mit Magdalena von Buschmann, wurde 1681 Stadtgraf der Stadt Köln, erhielt am 19. August 1700 ein Erneuerungsdiplom des Reichsadels und war Herr zu Gastendunc. Von seinen zwölf Kindern setzten Johann Dietrich und Kaspar das Geschlecht fort.
Johann Dietrich (bzw. Johann Theodor) von Francken-Sierstorpff († 1748) war mit Margaretha Theresia von Beywegh verheiratet und Stadtgraf zu Köln. Seine Rheinländische Linie starb mit dem Tod seines Urenkels Arnold am 11. Mai 1836 im Mannesstamm aus.

### Hildesheimer Linie
Kaspar Francken von Sierstorpff, fürstbischöflich-hildesheimischer Kanzler, stiftete die Hildesheimer Linie des Geschlechts. Zusammen mit seinem rheinländischen Bruder Johann Dietrich wurde ihm am 22. November 1738 der Freiherrenstand verliehen. Kaspar hatte vier Söhne. Sohn Freiherr Franz Andreas von Franken-Sierstorpff, kurkölnischer Erbtürwärter, Herr auf Schloss Koppitz in Schlesien, königlich-preußischer Oberkonsistorialrat, begründete die Schlesische Linie, ein weiterer Sohn, Freiherr Peter Joseph Albert Francken von Sierstorpff (1716–1770), fürstbischhöflich-hildesheimischer Kanzler, die Braunschweigische Linie.

### Schlesische Linie
Von Franz Andreas von Franken-Sierstorpff stammte als Sohn Heinrich Caspar Franken von Sierstorpff, kurkölnischer Erbtürwärter, Herr auf Koppitz, der am 15. Oktober 1786 ein Grafendiplom erhielt. Er war mit Caroline Gräfin von Praschma verheiratet. Aus der Ehe entstammte Graf Friedrich Wilhelm (1779–1840), Herr auf Koppitz, der in erster Ehe ab 1811 mit Leopoldine Freiin von Gilgenheim (1794–1812) und in zweiter Ehe ab 1815 mit deren Schwester, Mathilde Freiin von Gilgenheim (* 1797), vermählt war. Aus der zweiten Ehe stammte Feodor von Francken-Sierstorpff (1816–1890), Herr auf Puschine, Deutsch-Janike, Nicoline, Sowade und Märzdorf in Oberschlesien, Direktor der Neiße-Grottkauer Fürstentums-Landschaft, königlich-preußischer Rittmeister und Escadronsführer im 6. Landwehr-Husaren-Regiment. 1842 heiratete er Flora Gräfin Henckel von Donnersmarck aus dem Haus Tarnswitz-Neudeck. Aus dieser Ehe stammten zwei Töchter und zwei Söhne.

### Braunschweigische Linie
Die braunschweigische Linie erhielt mit dem herzoglich-braunschweigischen Kammerherrn und Oberjägermeister Ernst Freiherr von Franken-Sierstorpff am 15. Oktober 1840 den Grafenstand nach dem Recht der Erstgeburt. Die Linie besaß in Westfalen die Rittergüter Driburg und Gehrden. Aus der Ehe des königlich-preußischen Kammerherrn, Graf Ernst von Franken-Sierstorpff (1813–1855), mit Caroline Freiin von Vincke (1822–1844) entstammte Bruno Graf von Sierstorpff-Driburg (* 1845) sowie dessen Geschwister Ernst von Sierstorpff-Driburg (1846–1879), Hedwig von Sierstorpff-Driburg (1848–1900) und Clementine von Sierstorpff-Driburg (* 1855). Letztere war mit Clamor Freiherr von dem Bussche-Münch verheiratet. Der Letzte dieser Linie im Mannesstamm war der oben genannten Graf Ernst von Sierstorpff-Driburg (1846–1879), der unvermählt auf der Jagd verunglückte.
Auch nach dem Aussterben der braunschweigischen Linie im Mannesstamm findet der Name „Sierstorpff“ bis heute (Stand: 2023) weiter Verwendung. Denn Hedwig von Sierstorpff-Driburg (1848–1900) heiratete 1872 Aschwin Thedel Adelbert Freiherr von Cramm. Daraufhin führten die Eheleute und ihre zwei Töchter den Namen „Sierstorpff-Cramm“. Die ältere Tochter Hedwig Freiin von Sierstorpff-Cramm (1874–1907) war mit Wilhelm Karl Ludwig Kuno Graf von Oeynhausen (1860–1922) verheiratet. Da Hedwig die Erbin des Fideikommisses Driburg war, führen die Eheleute und die Nachkommen seit 1901 mit königlich preußischer Genehmigung den Namen „Graf von Oeynhausen-Sierstorpff“. Dieser oeynhausensche Familienzweig übernahm das 1784 von Kaspar Heinrich von Sierstorpff gegründete Kurbad Driburg. Die Nachkommen betreiben bis heute die Kurkliniken Gräflicher Park Bad Driburg. Die jüngere Tochter war Armgard von Sierstorpff-Cramm (1883–1971), die Urgroßmutter des niederländischen Königs Willem-Alexander.

## Persönlichkeiten
- Adalbert von Francken-Sierstorpff (1856–1922), deutscher Großgrundbesitzer, Mäzen, Sportfunktionär
- Alexander von Francken-Sierstorpff (1861–1907), deutscher Rittergutsbesitzer und Politiker
- Armgard von Sierstorpff-Cramm (1883–1971), deutsche Adelige, siehe Armgard von Cramm
- Feodor von Francken-Sierstorpff (1816–1890), deutscher Rittergutsbesitzer und Verwaltungsbeamter
- Ferdinand Eugen von Franken-Siersdorf (1714–1781), Priester und Domherr in Köln
- Franz Kaspar von Franken-Siersdorf (1683–1770), Weihbischof im Erzbistum Köln
- Franz Theodor von Franken-Siersdorf, Priester und Domherr in Köln
- Friedrich von Francken-Sierstorpff (1843–1897), deutscher Rittergutsbesitzer und Hofbeamter
- Johann Andreas von Franken-Siersdorf (1696–1754), deutscher Geistlicher, Generalvikar des Erzbistums Köln
- Johann Theodor von Franken-Siersdorf (1720–1779), deutscher Geistlicher, Bischof
- Johannes von Francken-Sierstorpff (Kammerherr) (1858–1917), deutscher Rittergutsbesitzer und Hofbeamter
- Johannes von Francken-Sierstorpff (Märtyrer) (1884–1945), deutscher römisch-katholischer Gutsbesitzer und Märtyrer
- Kaspar Francken von Sierstorpff, Kanzler des Fürstbischofs von Hildesheim, Freiherr seit 1738
- Kaspar Heinrich von Sierstorpff (1750–1842), braunschweigischer Staatsmann
- Peter Gerwin von Franken-Siersdorf (1702–1763), Generalvikar des Erzbistums Köln
- Peter Joseph Albert Francken von Sierstorpff (1716–1770), Kanzler des Fürstbischofs von Hildesheim

## Wappen
- Blasonierung des Stammwappens: Silber über Schwarz geteilt. Oben ein grüner Lorbeerzweig.[2] Das Stammwappen ist aber nicht wie, von Anton Fahne behauptet, mit dem Wappen des Ortes Siersdorf identisch. Vielmehr spiegelt das Silber über Schwarz geteilte Wappen die Farben Kurkölns.[6]

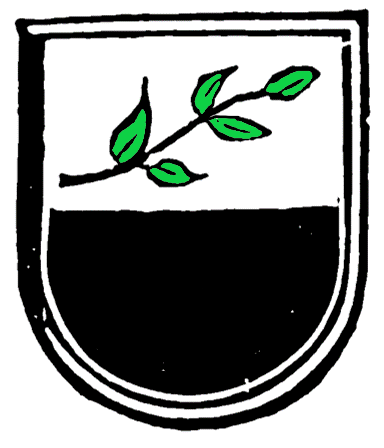
Stammwappen der Francken-Sierstorpff bei Anton Fahne

- Blasonierung des Wappens von 1700: Silber über Schwarz geteilt. Oben ein grüner Lorbeerzweig. Auf dem gekrönten Helm zwei grüne gekreuzte Lorbeerzweige. Die Helmdecken sind schwarz-silbern.
- Blasonierung des Freiherrenwappens von 1738 (Rheinländische Linie): Quadriert mit Herzschild. Letzteres Silber über Schwarz geteilt, oben ein grüner etwas gebogener Zweig mit sieben Blättern. Felder 1 und 4 in Blau, unten ein grüner Dreiberg, darüber ein goldener Balken, über welchem eine goldene Krone; Felder 2 und 3 in Silber ein oben und unten gezinnter schwarzer Balken. Drei gekrönte Helme: I. zwei silberne Büffelhörner, in den Mündungen mit je drei grünen Federn besteckt, zwischen den Büffelhörnern ein roter linksgewandter goldgekrönter Löwe, der eine goldene Krone in den Pranken hält; II. zwei grüne gekreuzte Zweige; III. silberner Brackenkopf mit goldenem Halsband, auf dem Hals der Zinnenbalken. Die Helmdecken sind rechts blau-golden, links schwarz-silbern.[3]

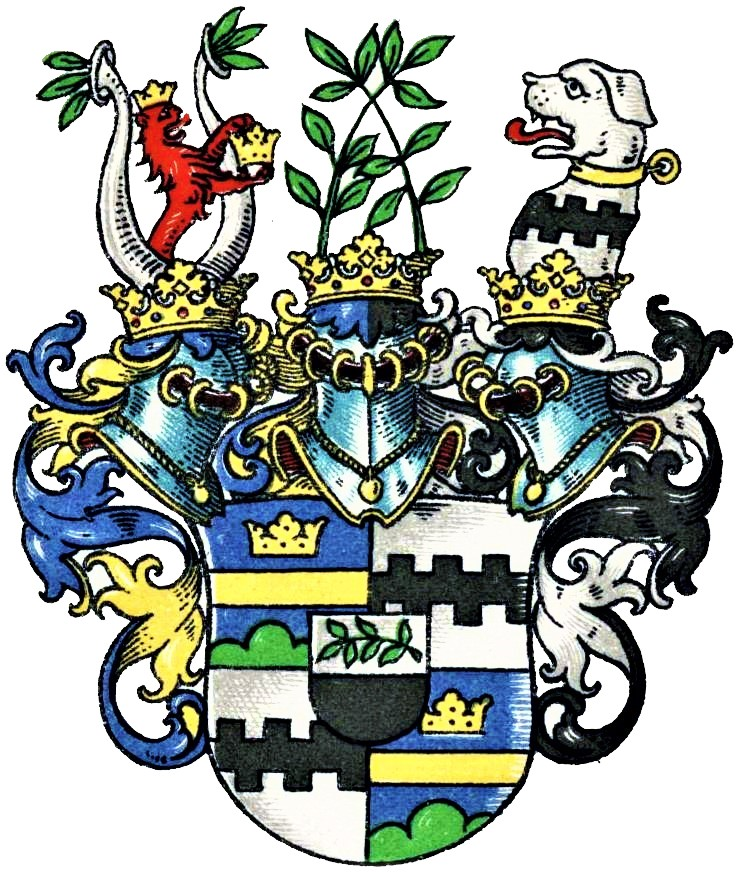
Wappen der rheinländischen Freiherren von Francken-Sierstorpff (1738) im Wappenbuch des Westfälischen Adels
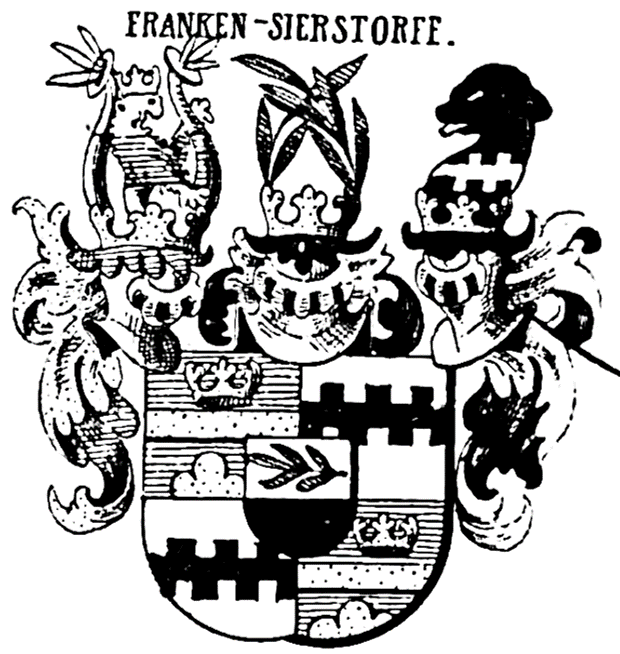
Wappen der rheinländischen Freiherren von Franken-Sierstorpff bei Johann Siebmacher

- Blasonierung des Freiherrenwappens (Braunschweigische Linie): Quadriert mit Herzschild. Letzteres Silber über Schwarz geteilt, oben ein grüner etwas gebogener Zweig mit sieben Blättern. Felder 1 und 4 in Blau, unten ein goldener Dreiberg, darüber ein goldener Balken, über welchem eine goldene Krone; Felder 2 und 3 in Rot ein silberner schrägrechter Balken mit drei grünen Kränzen belegt. Drei gekrönte Helme: I. zwei Büffelhörner, rechts silbern, links blau, in den Mündungen mit je drei grünen Federn besteckt, zwischen den Büffelhörnern ein blauer linksgewandter goldgekrönter Löwe, der eine goldene Krone in den Pranken hält; II. zwei grüne gekreuzte Zweige; III. ein roter Flug mit dem Balken von Feld 3 belegt. Die Helmdecken sind rechts blau-golden, links rot-silbern.

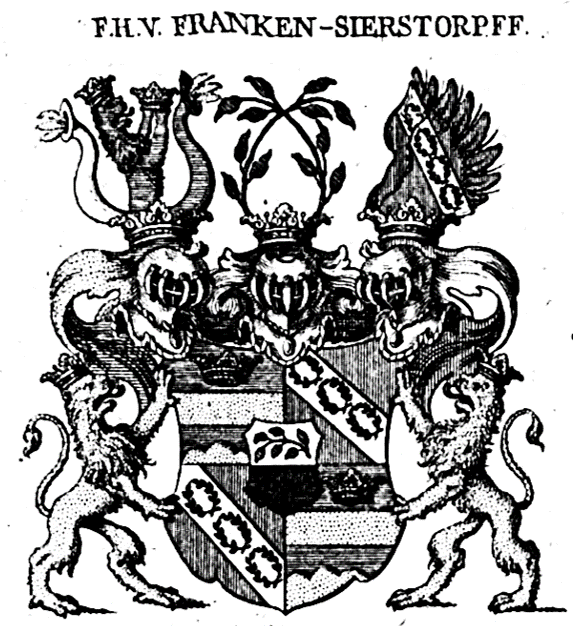
Wappen der braunschweigischen Freiherren von Franken-Sierstorpff bei Johann Siebmacher

- Blasonierung des Grafenwappens von 1786 (Schlesische Linie): Geviert von Blau und Rot mit zwei aufgelegten Herzschilden, von denen das obere gekrönt, in Gold den Schlesischen Adler mit Fürstenhut bedeckt, der untere das Stammwappen der Francken-Sierstorpff zeigt. In den Feldern 1 und 4 ein goldener Balken, darüber eine goldene Krone und darunter ein grüner Dreiberg. In den Feldern 2 und 3 ein silberner Schrägbalken mit sechs grünen Laubzweigen, von denen je zwei kranzförmig zusammengestellt, belegt. Vier Helme: I. der schlesische Adler; II. zwischen zwei Büffelhörnern silbern und blau, in den Mündungen mit goldenen Blättern besteckt wachsend ein gekrönter blauer Löwe, der eine goldene Krone in den Pranken hält; III. zwei gekreuzte grüne Lorbeerzweige; IV. ein Flug in Farben und Figuren von den Feldern 2 und 3. Die Helmdecken zu I. und III. sind schwarz-silbern, zu II. blau-golden und zu IV. rot-silbern. Als Schildhalter zwei goldene Löwen.[7]

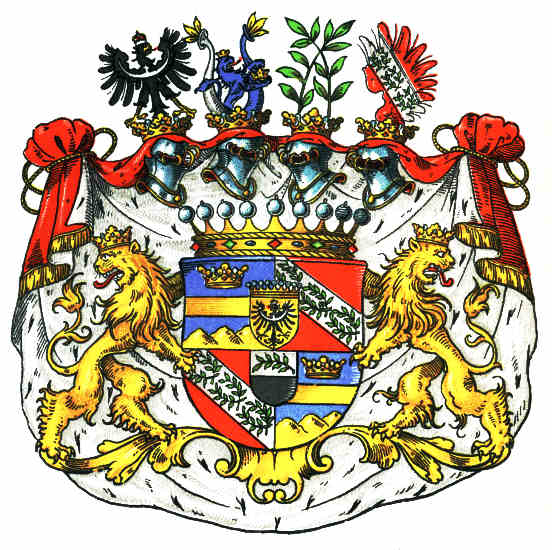
Wappen der der Grafen von Francken-Sierstorpff (1786) bei Alfred Freiherr von Krane
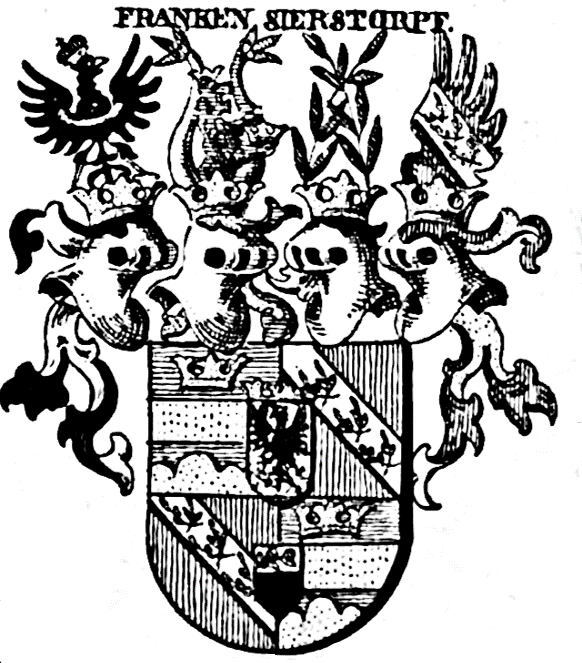
Wappen der Grafen von Francken-Sierstorpff (1786) bei Johann Siebmacher
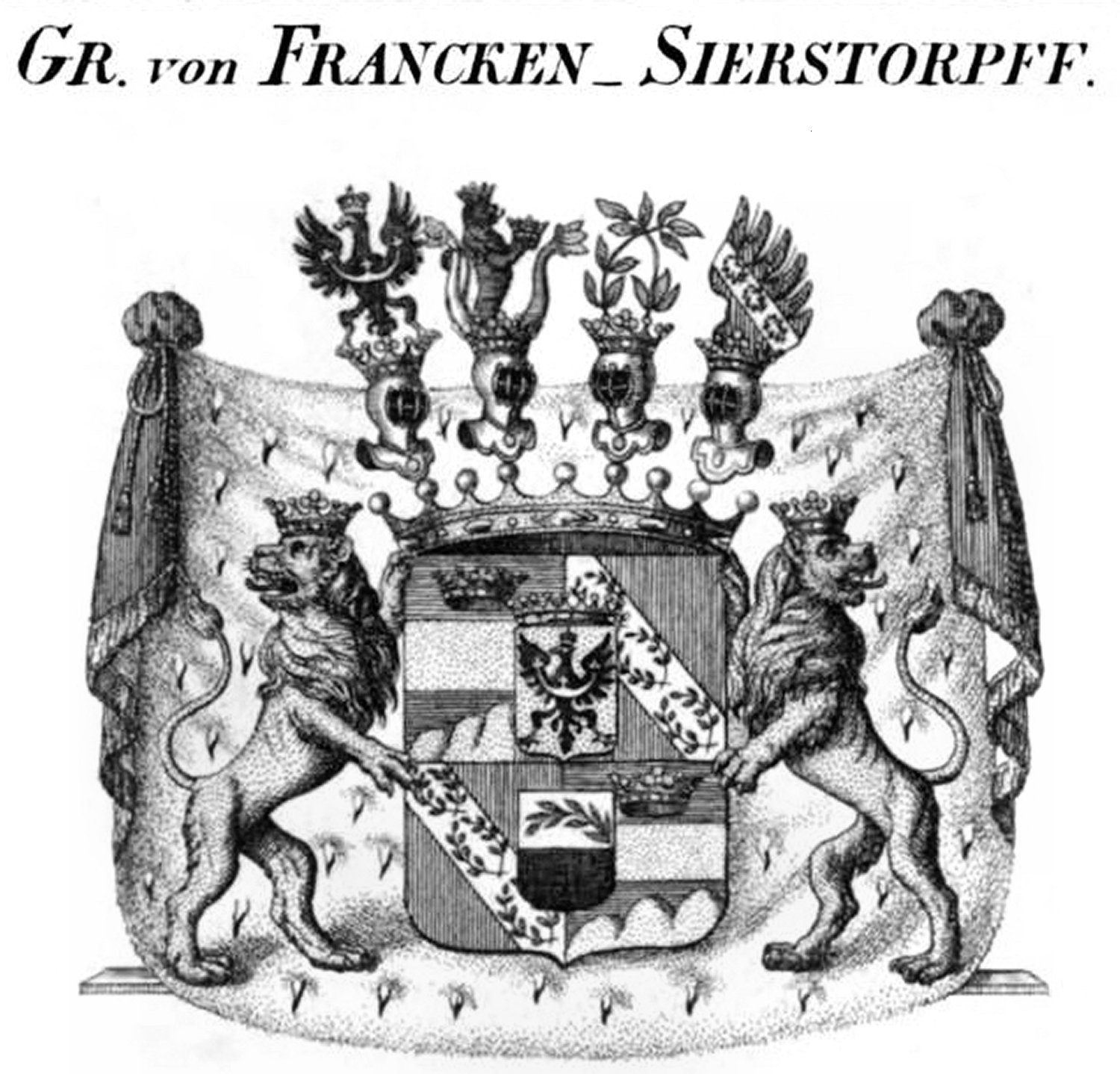
Darstellung des Grafenwappens mit Schildhaltern

- Blasonierung des Grafenwappens von 1840 (Braunschweigische Linie): Quadriert mit gekröntem Herzschild (Laubkrone), letzteres Silber über Schwarz quergeteilt, oben etwas gebogener grüner Zweig mit sieben Blättern; Felder 1 und 4 in Blau unten ein goldener Dreiberg, darüber ein goldener Balken, über welchem eine goldene Krone; Felder 2 und 3 in Rot ein silberner schrägrechter Balken mit drei grünen Kränzen belegt. Auf dem Schild liegt die Grafenkrone. Drei gekrönte Helme: I. ein rechts goldenes und ein blaues Büffelhorn, in den Mündungen mit je drei grünen Pfauenfedern besteckt, zwischen den Hörnern ein wachsender blauer goldgekrönter Löwe eine goldene Krone haltend; II. zwei grüne Zweige; III. ein roter Flug mit dem Balken von Feld 3 belegt. Die Helmdecken sind rechts blau-golden, links rot-silbern. Als Schildhalter zwei silberne golden gekrönte Löwen.[3]

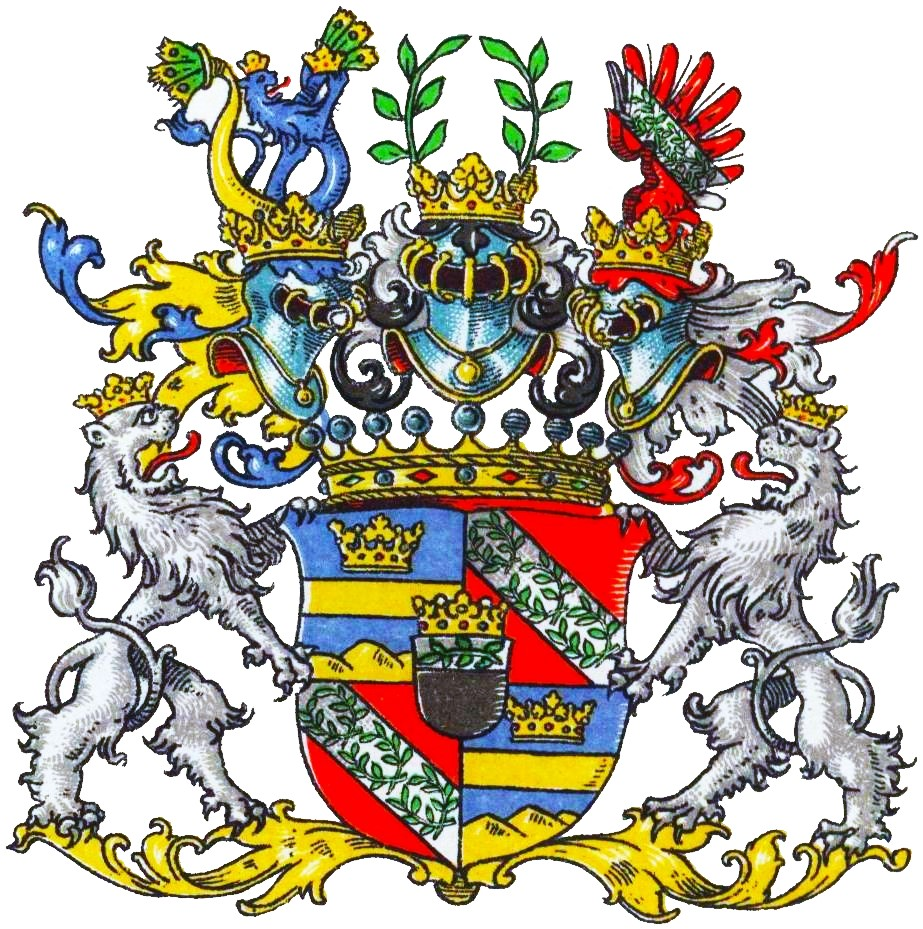
Wappen der Grafen von Francken-Sierstorpff-Driburg (1840) im Wappenbuch des Westfälischen Adels
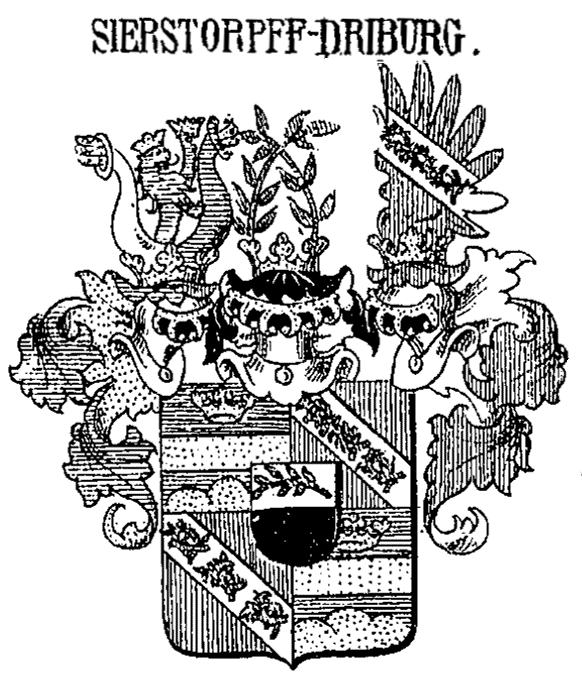
Wappen der Grafen von Sierstorpff-Driburg (1840) bei Johann Siebmacher

- Blasonierung des Wappens der Grafen von Oeynhausen-Sierstorpff von 1901: Gespalten. Vorne das oeynhausensche Stammwappen, hinten das francken-sierstorpffsche Stammwappen. Auf dem Schild die Grafenkrone.

Wappen der Grafen von Oeynhausen-Sierstorpff (ab 1901)